# Grand Prix-wegrace van Oostenrijk 1979
De Grand Prix-wegrace van Oostenrijk 1979 was tweede race van wereldkampioenschap wegrace in het seizoen 1979. De race werd verreden op 29 april 1979 op de Salzburgring nabij Salzburg

## Algemeen
Op maandag en dinsdag voor de Oostenrijkse Grand Prix kon er al getraind worden, en de coureurs die dat gedaan hadden waren in het voordeel omdat de officiële trainingen in slecht weer werden verreden. Zaterdag sneeuwde het zelfs en het leek erop dat de hele Grand Prix niet door kon gaan. Op zondag was het droog en konden veel rijders hun (natte) carburatie-afstellingen niet gebruiken. De Grand Prix van Oostenrijk was enige waar beide zijspanklassen (B2A en B2B) aan de start kwamen.

## 500 cc
Kenny Roberts (rugblessure) en Wil Hartog (armbreuk) waren net op tijd fit voor de Oostenrijkse Grand Prix. Christian Sarron was echter nog niet genezen van zijn val in de Formule 750 race op Brands Hatch. Twee belangrijke concurrenten werden al voor de start uitgeschakeld: Barry Sheene merkte dat een remschijf verkeerd gemonteerd was waardoor hij vrijwel zonder voorrem moest rijden, terwijl Boet van Dulmen (derde trainingstijd) al bij de start met een gebroken inlaatschijf en zuiger achterbleef. Wil Hartog, altijd een snelle starter, reed even aan de leiding, maar werd gepasseerd door Roberts en Virginio Ferrari. Achter hem vochten Hiroyuki Kawasaki en Tom Herron, zodat Hartog vrij eenvoudig naar de derde plaats kon rijden. In het gevecht om de zesde plaats tussen Cecotto en Giovanni Rolando raakte Cecotto naast de baan en toen hij weer op het asfalt kwam gleed hij meteen weg door de modder op zijn achterband. Rolando probeerde hem te ontwijken maar viel toen hij over Cecotto's achterwiel reed. De situatie werd door modder en ambulances op het circuit af en toe gevaarlijk, vooral toen baancommissarissen probeerde de kluiten modder van de baan te halen. Later zou blijken dat Cecotto een gebroken knieschijf en afgescheurde kniebanden had opgelopen. 

### Uitslag 500 cc
| Pos | Coureur               | Merk   | Tijd      | Punten |
| --- | --------------------- | ------ | --------- | ------ |
| 1   | Kenny Roberts         | Yamaha | 48'24" 23 | 15     |
| 2   | Virginio Ferrari      | Suzuki | +6" 03    | 12     |
| 3   | Wil Hartog            | Suzuki | +18" 81   | 10     |
| 4   | Tom Herron            | Suzuki | +21" 44   | 8      |
| 5   | Hiroyuki Kawasaki     | Suzuki | +22" 96   | 6      |
| 6   | Franco Uncini         | Suzuki | +1'19" 41 | 5      |
| 7   | Steve Parrish         | Suzuki | +1'25" 31 | 4      |
| 8   | Max Wiener            | Suzuki | +1 ronde  | 3      |
| 9   | Marco Lucchinelli     | Suzuki | +1 ronde  | 2      |
| 10  | Mick Grant            | Suzuki | +1 ronde  | 1      |
| 11  | Bernard Fau           | Suzuki | +1 ronde  |        |
| 12  | Barry Sheene          | Suzuki | +1 ronde  |        |
| 13  | Alex George           | Suzuki | +1 ronde  |        |
| 14  | Mike Baldwin          | Suzuki | +1 ronde  |        |
| 15  | Jack Middelburg       | Suzuki | +1 ronde  |        |
| 16  | Alan North            | Suzuki | +1 ronde  |        |
| 17  | Peter Sjöström        | Suzuki | +1 ronde  |        |
| 18  | Dennis Ireland        | Suzuki | +1 ronde  |        |
| 19  | Jürgen Steiner        | Suzuki | +1 ronde  |        |
| 20  | Gustav Reiner         | Suzuki | +1 ronde  |        |
| 21  | Richard Schulze       | Suzuki | +1 ronde  |        |
| 22  | Seppo Rossi           | Suzuki | +1 ronde  |        |
| 23  | Michael Schmid        | Suzuki | +1 ronde  |        |
|     | Philippe Coulon       | Suzuki |           |        |
|     | Carlo Perugini        | Suzuki |           |        |
| DNF | Boet van Dulmen       | Suzuki | motor     |        |
| DNF | Giovanni Rolando      | Suzuki | val       |        |
| DNF | Markku Matikainen     | Yamaha |           |        |
| DNF | Elmar Renner          | Suzuki |           |        |
| DNF | Gerhard Vogt          | Yamaha |           |        |
| DNF | Olivier Chevallier    | Yamaha |           |        |
| DNF | Bosse Granath         | Yamaha |           |        |
| DNF | Børge Nielsen         | Suzuki |           |        |
| DNF | Johnny Cecotto        | Yamaha | val       |        |
| DNF | Carlos de San Antonio | Suzuki |           |        |
| DNF | Jon Ekerold           | Yamaha |           |        |
| DNF | Michel Rougerie       | Suzuki |           |        |

## 350 cc
In Oostenrijk kwam Jon Ekerold door een bliksemstart aan de leiding, maar na vier ronden had Kork Ballington hem ingehaald. Ekerold kreeg problemen met de benzinetoevoer van zijn Yamaha en Ballington won de race. Ekerold werd wel nog tweede. De strijd om de derde plaats ging toen nog tussen Carlos Lavado, Michel Frutschi en Toni Mang, maar in de laatste ronde kwam Lavado op een uitloopstroop terecht en daarna in de berm, waardoor hij viel en een been brak. Toni Mang werd aldus derde, Frutschi vierde en Walter Villa, als laatste gestart, werd vijfde. John Ekerold diende een protest in tegen de benzine van Ballington. Hij vermoedde dat die andere dan de voorgeschreven benzine gebruikte, omdat andere Kawasaki-rijders steeds last hadden van detonatie, maar Ballington niet. Het protest moest worden afgewezen een official verzuimd had de Kawasaki in het parc fermé te laten plaatsen. 

### Uitslag 350 cc
| Pos | Coureur           | Merk                    | Tijd       | Punten |
| --- | ----------------- | ----------------------- | ---------- | ------ |
| 1   | Kork Ballington   | Kawasaki                | 50'57" 06  | 15     |
| 2   | Jon Ekerold       | Yamaha                  | +2" 46     | 12     |
| 3   | Toni Mang         | Kawasaki                | +10" 57    | 10     |
| 4   | Michel Frutschi   | Yamaha                  | +11" 56    | 8      |
| 5   | Walter Villa      | Yamaha                  | +33" 67    | 6      |
| 6   | Patrick Fernandez | Yamaha                  | +33" 84    | 5      |
| 7   | Edi Stöllinger    | Kawasaki                | +41" 30    | 4      |
| 8   | Patrick Pons      | Yamaha                  | +41" 72    | 3      |
| 9   | Vic Soussan       | Yamaha                  | +42" 05    | 2      |
| 10  | Eero Hyvärinen    | Yamaha                  | +58" 53    | 1      |
| 11  | Pekka Nurmi       | Yamaha                  | +59" 99    |        |
| 12  | Chas Mortimer     | Yamaha                  | +1' 11" 25 |        |
| 13  | Gregg Hansford    | Kawasaki                | +1 ronde   |        |
| 14  | Grunwald Harfmann | Yamaha                  | +1 ronde   |        |
| 15  | Jeffrey Sayle     | Yamaha                  | +1 ronde   |        |
| 16  | Richard Hubin     | Yamaha                  | +1 ronde   |        |
| 17  | Bert Struyk       | Yamaha                  | +1 ronde   |        |
| 18  | Manfred Obinger   | Yamaha                  | +1 ronde   |        |
| 19  | Klaas Hernamdt    | Yamaha                  | +1 ronde   |        |
| 20  | John Weeden       | Yamaha                  | +1 ronde   |        |
| 21  | René Delaby       | Yamaha                  | +1 ronde   |        |
|     | Peter Baláž       | Yamaha                  |            |        |
|     | Andreas Hückel    | Yamaha                  |            |        |
|     | Franco Solaroli   | Yamaha                  |            |        |
|     | Mike Baldwin      | Yamaha                  |            |        |
| DNF | Pentti Korhonen   | Yamaha                  | motor      |        |
| DNF | Gianfranco Bonera | Yamaha                  | val        |        |
| DNF | Randy Mamola      | Adriatica-Bimota-Yamaha |            |        |
| DNF | Christian Estrosi | Kawasaki                | motor      |        |
| DNF | Roland Freymond   | Yamaha                  |            |        |
| DNF | Takazumi Katayama | Yamaha                  |            |        |
| DNF | János Drapál      | Yamaha                  |            |        |
| DNF | Max Wiener        | Yamaha                  |            |        |
| DNF | Kenny Blake       | Yamaha                  |            |        |
| DNF | Michel Rougerie   | Bimota-Yamaha           |            |        |
| DNF | Reinhold Roth     | Yapol                   |            |        |
| DNF | Carlos Lavado     | Yamaha                  | val        |        |

## 125 cc
Eugenio Lazzarini nam in Oostenrijk de leiding, gevolgd door Ángel Nieto, Pier Paolo Bianchi, Harald Bartol en Hans Müller. Al snel lagen Nieto en Bartol samen aan de leiding. Bartol was gebrand op een overwinning in zijn thuisrace, nadat hij in 1978 ook al tweede was geworden. Zijn landgenoot August Auinger was intussen van de twaalfde plaats opgerukt naar de derde plaats. Nieto reed op de tweede plaats, maar kon Bartol makkelijk volgen. In de 23e ronde nam Nieto de leiding. Bartol volgde hem nog enkele ronden, maar liet los toen Nieto met een enorme snelheid langs de ambulance reed die de gevallen Bernd Lauermann ging ophalen. Auinger was intussen ook uitgevallen en toen Thierry Espié viel kwam Gert Bender met zijn zelfbouw Bender als derde binnen.

### Uitslag 125 cc
| Pos | Coureur                | Merk         | Tijd           | Punten |
| --- | ---------------------- | ------------ | -------------- | ------ |
| 1   | Ángel Nieto            | Minarelli    | 47' 12" 36     | 15     |
| 2   | Harald Bartol          | Morbidelli   | +10" 32        | 12     |
| 3   | Gert Bender            | Bender       | +55" 41        | 10     |
| 4   | Hans Müller            | MBA          | +1' 03" 38     | 8      |
| 5   | Eugenio Lazzarini      | Morbidelli   | +1' 04" 11     | 6      |
| 6   | Patrick Plisson        | Morbidelli   | +1' 17" 14     | 5      |
| 7   | Rolf Blatter           | Morbidelli   | +1' 17" 34     | 4      |
| 8   | Per-Edvard Carlsson    | MBA          | +1' 17" 57     | 3      |
| 9   | Walter Koschine        | Delta-Fantic | +1' 23" 63     | 2      |
| 10  | Bruno Kneubühler       | MBA          | +1' 23" 80     | 1      |
| 11  | Matti Kinnunen         | MBA          | +1 ronde       |        |
| 12  | Peter Baláž            | Morbidelli   | +1 ronde       |        |
| 13  | Peter Looijesteijn     | MBA          | +1 ronde       |        |
| 14  | Clive Horton           | Morbidelli   | +1 ronde       |        |
| 15  | Werner Steege          | Bender       | +1 ronde       |        |
| 16  | Walter Rapolani        | Morbidelli   | +1 ronde       |        |
| 17  | Aldo Pero              | Morbidelli   | +1 ronde       |        |
| 18  | Richard Schmiederer    | Morbidelli   | +1 ronde       |        |
| 19  | Jan Huberts            | MBA          | +1 ronde       |        |
| 20  | René Rénier            | Morbidelli   | +1 ronde       |        |
|     | Patrick Hérouard       | Morbidelli   |                |        |
|     | Alojz Pavlic           | MBA          |                |        |
|     | Zbyněk Havrda          | Morbidelli   |                |        |
|     | Gianpaolo Marchetti    | MBA          |                |        |
|     | Ricardo Tormo          | Bultaco      |                |        |
| DNF | Thierry Espié          | Motobécane   | val            |        |
| DNF | Enrico Cereda          | Morbidelli   |                |        |
| DNF | Pier Paolo Bianchi     | Minarelli    | uitlaat defect |        |
| DNF | Jean-Louis Guignabodet | Morbidelli   | valschade      |        |
| DNF | Ernst Fagerer          | MBA          |                |        |
| DNF | Bernd Lauermann        | Morbidelli   | val            |        |
| DNF | August Auinger         | Morbidelli   |                |        |
| DNF | Theo Timmer            | Morbidelli   |                |        |
| DNF | Hans-Jürgen Hummel     | Morbidelli   |                |        |
| DNF | Werner Schmied         | Rotax        |                |        |
| DNF | Maurizio Massimiani    | MBA          | val            |        |
| DNF | Heinz Pristavnik       | Morbidelli   |                |        |

## Zijspannen B2A
Siegfried Schauzu/Lorenzo Puzo namen de leiding in de Oostenrijkse GP. Göte Brodin/Billy Gällros waren echter niet te stuiten en namen de leiding over. Ze werden ingehaald door Dick Greasley/John Parkins, maar die vielen al snel uit. Brodin/Gällros hadden geluk: op de finish kregen ze een vastloper, maar toen was de winst al binnen. Schauzu was intussen in een gevecht met Rolf Steinhausen/Kenny Arthur verwikkeld maar wist toch tweede te worden. Alain Michel/Stuart Collins en Cees Smit/Charles Vroegop mochten in Oostenrijk niet starten met hun aangepaste B2B-combinaties omdat de jury de reglementen anders interpreteerden dan zij. Rolf Biland/Kurt Waltisperg konden niet in de B2A-klasse starten omdat hun Schmid-combinatie door ziekte van constructeur Hermann Schmid nog niet klaar was.

### Uitslag zijspannen B2A
| Pos | Coureur           | Bakkenist            | Merk           | Tijd     | Punten |
| --- | ----------------- | -------------------- | -------------- | -------- | ------ |
| 1   | Göte Brodin       | Billy Gällros        | Krauser-Yamaha | 47'21"53 | 15     |
| 2   | Siegfried Schauzu | Lorenzo Puzo         | Busch-Yamaha   | 47'37"22 | 12     |
| 3   | Rolf Steinhausen  | Kenny Arthur         | KSA-Yamaha     | 47'37"42 | 10     |
| 4   | Hermann Huber     | Bernhard Schappacher | Krauser-Yamaha |          | 8      |
| 5   | Amedeo Zini       | Andrea Fornaro       | Busch-König    |          | 6      |
| 6   | Werner Schwärzel  | Andreas Huber        | Yamaha         |          | 5      |
| 7   | Kalevi Rahko      | Kari Laatikainen     | Yamaha         |          | 4      |
| 8   | Peter Campbell    | Richard Goodwin      | Yamaha         |          | 3      |
| 9   | Boy Brouwer       | Jan Oostwouder       | Busch-Yamaha   |          | 2      |
| 10  | Kurt Jelonek      | Fred Schenkenberger  | König          |          | 1      |
| DNF | Dick Greasley     | John Parkins         | Yamaha         |          |        |

## Zijspannen B2B
De B2B-klasse opende het zijspanseizoen en ook de Grand Prix van Oostenrijk. Meteen was duidelijk dat er niet veel animo was: slechts dertien combinaties kwamen aan de start en Alain Michel/Michael Burkhard waren de enige die partij konden geven aan Rolf Biland/Kurt Waltisperg. Waltisperg had net als zijn voorganger Kenny Williams na het aanduwen geen andere taak dan als ballast fungeren. Aanvankelijk nam Biland genoegen met de vijfde positie in de race. Michel reed vanaf de derde ronde aan de leiding en Biland was toen al tweede. Samen reden ze weg van de rest, waarbij Biland pas in de zestiende ronde de leiding even overnam. Michel viel echter vier ronden voor het einde uit en daardoor schoven Bruno Holzer/Karl Meierhans door naar de tweede plaats. Klaus Sprengel/Derek John Booth hadden al een ronde achterstand en de overige vier combinaties die de finish haalden ten minste twee ronden. 

### Uitslag zijspannen B2B
| Pos | Coureur         | Bakkenist         | Merk          | Tijd            | Punten |
| --- | --------------- | ----------------- | ------------- | --------------- | ------ |
| 1   | Rolf Biland     | Kurt Waltisperg   | LCR-Yamaha    | 47' 22" 62      | 15     |
| 2   | Bruno Holzer    | Karl Meierhans    | LCR-Yamaha    | +41" 58         | 12     |
| 3   | Klaus Sprengel  | Derek John Booth  | Suzuki        | +1 ronde        | 10     |
| 4   | Masato Kumano   | Isao Arifuku      | Yamaha        | +2 ronden       | 8      |
| 5   | Heinz Thevissen | Lothar Klein      | HTS-Yamaha    | +2 ronden       | 6      |
| 6   | Rudolf Reinhard | Karin Sterzenbach | GEP-Yamaha    | +2 ronden       | 5      |
| 7   | Bernard Chabert | Patrice Daire     | CB-Yamaha     | +2 ronden       | 4      |
| DNF | Yvan Trolliet   | Marc Petel        | Seymaz-Yamaha |                 |        |
| DNF | Cees Smit       | Charles Vroegop   | Seymaz-Yamaha | gebroken zuiger |        |
| DNF | Alain Michel    | Michael Burkhard  | Seymaz-Yamaha | gebroken zuiger |        |

## Trivia
- Onderweg naar het circuit zag Barry Sheene een man in een rode monteursoverall met het opschrift "Frank Sheene", de overall van Barry's vader. Barry dwong de man de overall onmiddellijk uit te trekken en leverde hem over aan de politie. Frank's overall bleek de avond ervoor gestolen te zijn toen hij even pauzeerde.
- Hermann Schmid was oud-zijspancoureur maar nu constructeur van de Schmid-zijspancombinaties. Na de Grand Prix van Oostenrijk verdween hij spoorloos in overspannen toestand. Eind juli werd zijn stoffelijk overschot in de Rhône gevonden. Aangenomen werd dat hij zelfmoord had gepleegd. Hij was 36 jaar en liet een vrouw en een kind achter.

1927 · 1928 · 1929 · 1930 · 1947 · 1948 · 1950 · 1951 · 1952 · 1953 · 1954 · 1955 · 1956 · 1957 · 1958 · 1959 · 1960 · 1961 · 1962 · 1963 · 1964 · 1965 · 1966 · 1967 · 1968 · 1969 · 1970 · 1971 · 1972 · 1973 · 1974 · 1975 · 1976 · 1977 · 1978 · 1979 · 1981 · 1982 · 1983 · 1984 · 1985 · 1986 · 1987 · 1988 · 1989 · 1990 · 1991 · 1993 · 1994 · 1996 · 1997 · 2016 · 2017 · 2018 · 2019 · 2020 · 2021 · 2022 · 2023 · 2024 · 2025